# Dansk litteratur (film)
Dansk litteratur er en dokumentarfilm instrueret af Jørgen Leth efter eget manuskript.

## Handling
Instruktøren foretog et personligt valg, da han fik opgaven: Lav en film om dansk litteratur. Jørgen Leth valgte 27 danske digtere - fra århundreder tilbage til i dag - og lod dem præsentere gennem oplæsning af tekster, som foretages enten af digterne selv eller af skuespillerne Preben Lerdorff Rye, Erik Mørk, Ulf Pilgaard, Birgitte Price og Jørgen Reenberg. Filmen er - også - et blik på Danmark og indeholder stemninger, tanker og drømme i den danske litteratur, repræsenteret af Klaus Rifbjerg, Thomas Kingo, Ludvig Holberg, Hans Adolph Brorson, Ole Sarvig, Johannes Ewald, Per Højholt, Ambrosius Stub, Karen Blixen, Steen Steensen Blicher, Svend Åge Madsen, Schack Staffeldt, Jens August Schade, Adam Oehlenschläger, Inger Christensen, N.F.S. Grundtvig, Michael Strunge, B.S. Ingemann, Peter Seeberg, H.C. Andersen, Søren Kierkegaard, Peter Laugesen, Emil Aarestrup, Herman Bang, J.P. Jacobsen, Thøger Larsen og Erik Knudsen.